# Dołgomostje
Dołgomostje (ros. Долгомостье) – wieś (ros. деревня, trb. dieriewnia) w zachodniej Rosji, w murygińskim osiedlu wiejskim w rejonie poczinkowskim (obwód smoleński).

## Geografia
Miejscowość położona jest nad rzeką Łosna w dorzeczu Dniepru, 0,5 km od przystanku kolejowego 349 km, 9 km od drogi federalnej R120 (Orzeł – Briańsk – Smoleńsk – granica z Białorusią), 14,5 km od centrum administracyjnego osiedla wiejskiego (Murygino), 24,5 km od centrum administracyjnego rejonu (Poczinok), 27 km od Smoleńska.

## Demografia
W 2010 r. miejscowość zamieszkiwało 13 osób.